# توخلین (استان ماسوویان)
توخلین، (استان ماسوویان) (به لاتین: Tuchlin, Masovian Voivodeship) یک منطقهٔ مسکونی در لهستان است که در Gmina Brańszczyk واقع شده‌است.

## خصوصیات
توخلین ۲۶۰ نفر جمعیت دارد.